# Джелал ад-Дин-хан
Джелал ад-Дин (старотат. جلال الدين‎; 1380—1413) — хан Золотой Орды с 1411 года, один из самых влиятельных сыновей Тохтамыша. В русских летописях известен под именем Зелени-Салтана Тохтамышевича.
После фактического захвата власти в Орде темником Едигеем сыновья Тохтамыша нашли приют в Москве при дворе великого князя Василия Дмитриевича. В их числе был и царевич Джелал ад-Дин. После опустошительного набега Едигея на русские земли Василий I стал готовиться к отпору, желая использовать сыновей Тохтамыша, и в первую очередь Джелал ад-Дина, в качестве инструментов борьбы с Едигеем и правителем Золотой Орды Пулад-ханом (в рус. летописях Булат-Салтан). Требования Едигея выдать ему сыновей Тохтамыша великий князь игнорировал. Вскоре Джелал ад-Дин с братьями и со своим конным татарским отрядом выехал в поисках поддержки в Литву к великому князю Витовту, который оказал ему всяческую поддержку. Витовт поселил Джелал ад-Дина с другими царевичами в Троках. Джелал ад-Дин принял участие в знаменитой Грюнвальдской битве на стороне польского короля Ягайло и литовского князя Витовта.
В это время в Орде скончался Пулад-хан, и на престол взошёл Тимур-хан (сын Темир-Кутлуг-хана). Однако посаженный Едигеем хан вскоре сумел поднять ордынскую кочевую знать на борьбу против всесильного темника. В самом начале этой борьбы в 1411 году Джелал ад-Дин вторгся в Золотую Орду с братьями и разграбил ордынские улусы. Не способный противостоять силам Тимур-хана, Едигей бежал в Хорезм, где его в течение полугода осаждали войска хана. В этих условиях Джелал ад-Дин, пользуясь отсутствием хана, захватил власть в Золотой Орде. В 1412 году военачальник Тимур-хана Газан предал своего хана и, убив его, перешёл на сторону Джелал ад-Дина.
Желая покончить с Едигеем, Джелал ад-Дин послал своего военачальника Каджулая-бахатура окончательно разбить войска темника. Несмотря на перевес сил, Каджулай был разбит при помощи военной хитрости, с блеском осуществлённой Едигеем. Каджулай был убит, а победитель-Едигей вернулся в Хорезм.
Недолго правивший Джелал ад-Дин, по летописным свидетельствам, был убит в бою своим братом Керим-Бердеем.

## Образ в кино
- «Крестоносцы» / «Krzyzacy» (Польша; 1960) режиссёр Александр Форд, в роли Джелал ад-Дина — Лех Сколимовский.